# Praščijak
Praščijak je naseljeno mjesto u gradu Bihaću, Federacija Bosne i Hercegovine, BiH.
Nalazi se desetak kilometara jugoistočno od Bihaća, na desnoj obali Une.

## Stanovništvo

### 1991.
Nacionalni sastav stanovništva 1991. godine, bio je sljedeći:
ukupno: 101
- Srbi - 98
- Jugoslaveni - 3

### 2013.
Nacionalni sastav stanovništva 2013. godine, bio je sljedeći:
ukupno: 15
- Bošnjaci - 13
- Srbi - 2

## Vanjske poveznice
- Satelitska snimka  Arhivirana inačica izvorne stranice od 5. ožujka 2021. (Wayback Machine)